# Racer
Racer ist eine kostenlose Cross-Plattform-Rennsimulation für Linux, Mac OS und Windows, die eine OpenGL-Engine nutzt. Racer legt viel Wert auf die Fahrphysik und ist beliebig erweiterbar durch zusätzliche Strecken (mindestens 60 verfügbar) und Autos (mindestens 200 verfügbar). Ein Editor zum Erstellen eigener Strecken existiert ebenso. Racer kann auch über das Netzwerk mit weiteren Personen gespielt werden.
Bis zur Version 0.5.0 wurde das Spiel inklusive Quelltext veröffentlicht, jedoch unter einer Open-Source oder Free Software inkompatiblen Lizenz. Für spätere Versionen ist der Quelltext nicht mehr öffentlich verfügbar. Die Spielinhalte sind Freeware unter verschiedenen Lizenzen.